# Antiaromaticidad

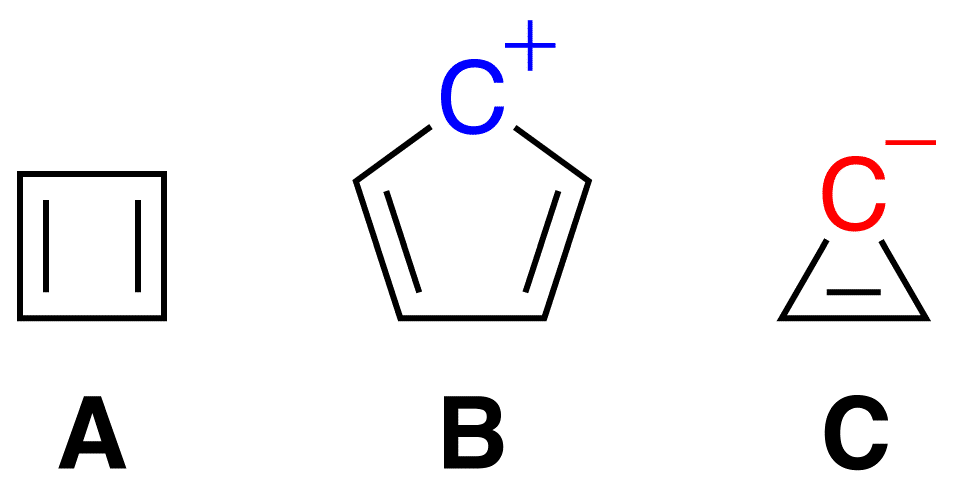
Compuestos antiaromáticos.

Las moléculas con antiaromaticidad o pseudoaromaticidad son del tipo sistemas cíclicos, conteniendo enlaces alternativos simples y doble enlaces, donde la energía del electrón pi del compuesto antiaromático es mayor que aquel de su contrapartida de cadena abierta. Así, los compuestos antiaromáticos son inestables y altamente reactivos; frecuentemente esos compuestos antiaromáticos se distorsionan entre sí fuera de planaridad para intentar resolver esta inestabilidad. Los compuestos antiaromáticos usualmente fallan con la regla de Hückel de aromaticidad.
Ejemplos de sistemas antiaromáticos son el ciclobutadieno (A), el catión ciclopentadienil (B) y el anión ciclopropenil (C). 
El ciclooctatetraeno es un sistema 4n, pero ni aromático o antiaromático debido a que las molécules escapan de la geometría plana.
Por adición o eliminación de un par de electrones vía una reacción redox, un sistema π puede convertirse en aromático y ser más estable que el compuesto original no- o antiaromático, por ej. el dianión ciclooctatetraenuro. 
Los criterios de IUPAC para antiaromaticidad son los que siguen:
1. La molécula debe tener 4 n electrones π, donde n es cualquier número entero.
2. La molécula debe ser cíclica.
3. La molécula debe tener un sistema conjugado electrón pi.
4. La molécula debe ser planar.

Sin embargo, muchos químicos acuerdan en la definición basada en empirismo (o en simulación) de observaciones energéticas.
Se ha observado que la diferencia de energía entre los compuestos aromáticos y antiaromáticos disminuye al incrementarse el tamaño.  Por ej.,  el sistema  12-pi  difenileno es un compuesto antiaromático pero estable y aún comercialmente disponible. La baja energía que penaliza la antiaromaticidad es también demostrada en el par pirazina - dihidropirazina:
El compuesto de la izq. es un aromático de 14 electrones (valor NICS  -26,1 ppm) que puede ser reducido en una fuerte reacción exotérmica al compuesto antiaromático de 16 electrones  (NICS +27,7 ppm) en la derecha.  La dihidropirazina lentamente convierte hacia atrás a la pirazina bajo la acción de oxígeno.  Se muestra que otros factores de electrones pueden sobrepotenciar la aromaticidad.
La antiaromaticidad  también se observa en un equilibrio químico entre esas dos derivados de porfirina:
Una porfirina regular es un compuesto aromático de 18 electrones (sin contar dos no-contribuyentes al doble puente)  pero substituyendo un anillo pirrolico por un anillo de aromaticidad meta-fenileno. En este sistema el grupo  fenileno es también un fenol y una estructura A se encuentra para interconvertir con 20 electrones antiaromaticos B vía tautomería ceto-enol. 
La antiaromaticidad se evidencia por espectroscopia RMN con los protones internos NH  cambiando bajando de 10 ppm a 21 ppm.  Los valores  NICS compara +0,7 para A (no-aromático) y +5 (antiaromático) para B y otro en experimentación in silico  predice que B es realmente más estable que A.